# 13281 Aliciahall
A 13281 Aliciahall (ideiglenes jelöléssel 1998 QW45) a Naprendszer kisbolygóövében található aszteroida. A LINEAR projekt keretében fedezték fel 1998. augusztus 17-én.